# Вальдемар Вікторіно
Вальдемар Вікторіно (ісп. Waldemar Victorino, нар. 22 травня 1952, Монтевідео — 29 серпня 2023, Монтевідео) — уругвайський футболіст, що грав на позиції нападника за низку південноамериканських клубних команд, італійський «Кальярі», а також національну збірну Уругваю.

## Клубна кар'єра
У дорослому футболі дебютував 1969 року виступами за команду «Серро», в якій провів чотири сезони. Згодом захищав кольори «Прогресо» і «Рівер Плейт» (Монтевідео), після чого 1979 року став гравцем «Насьйоналя», у складі якого наступного року став чемпіоном Уругваю, володарем Кубка Лібертадорес і Міжконтинентального кубка.
Протягом першої половини 1980-х років також грав за колумбійський «Депортіво Калі», італійський «Кальярі», а також аргентинські «Ньюеллс Олд Бойз» і «Колон».
Завершував ігрову кар'єру в еквадорській команді «ЛДУ Портов'єхо», за яку виступав протягом 1986—1987 років.

## Виступи за збірну
1976 року дебютував в офіційних матчах у складі національної збірної Уругваю.
У складі збірної був учасником розіграшу Кубка Америки 1979 року у різних країнах.
Загалом протягом кар'єри у національній команді, яка тривала 5 років, провів у її формі 33 матчі, забивши 15 голів.

## Титули і досягнення
| - Чемпіон Уругваю (1): «Насьйональ»: 1980 - Володар Кубка Лібертадорес (1): «Насьйональ»: 1980 - Володар Міжконтинентального кубка (1): «Насьйональ»: 1980 | - Найкращий бомбардир чемпіонату Уругваю (1): 1979 (19 голів) - Найкращий бомбардир Кубка Лібертадорес (1): 1980 (6 голів) - Найкращий бомбардир чемпіонату Еквадору (1): 1987 (23 голи) |  |